# Isochromodes beon
Isochromodes beon är en fjärilsart som beskrevs av Druce 1899. Isochromodes beon ingår i släktet Isochromodes och familjen mätare. Inga underarter finns listade i Catalogue of Life.